# Anden Mosebog
 For alternative betydninger, se Exodus.
 Der er for få eller ingen kildehenvisninger i denne artikel, hvilket er et problem. Du kan hjælpe ved at angive troværdige kilder til de påstande, som fremføres i artiklen.

Anden Mosebog, eller Exodus (hebr. ואלה שמות Ve-eleh shemot "Dette er navnene", gr. Ἔξοδος Exodus "Afgang" eller "Udvandring") er den anden bog i den jødiske torah og tanakh og i Det Gamle Testamente. Bogen skriver om udvandringen af Egypten under ledelse af Moses efter israelitternes slavetilværelse i landet (kap. 1-12). Den beskriver, hvordan Gud sender de 10 plager over Egypten for at få Farao til at løslade israelitterne. Rejsen til Sinaibjerget (kap. 13-18). Pagtslutningen med mellem Gud på den ene side og Moses og folket på den anden og nedskrivningen af de 10 bud og andre retsregler (kap. 19-24). Detaljerede instruks om konstruktionen af tabernaklet, præstens dragt og andre rituelle objekter (kap. 25-31). Episoden med guldkalven, hvor loven gives 2. gang (kap. 32-34). Og til sidst yderligere om konstruktionen af tabernaklet, præstens dragt og andre rituelle objekter (kap 35-40).
Exodus myten er meget omdiskuteret. Den danner rammen om hele den jødiske selvforståelse, men har begivenheden fundet sted? Forskere og arkæologer har hverken fundet spor efter udvandringen i Egypten, Israel eller Sinaiørkenen. Egypterne havde ikke nævnt eller skrevet noget ned om israelitternes udvandring, og der findes ikke andet om Exodus myten end det Gamle Testamente. Det menes heller ikke tidsmæssigt at kunne lade sig gøre, da der i myten bliver nævnt, at de brugte kameler på deres udvandring. Abraham må have levet omkring 2000 år f.Kr, men arkæologiske fund viser, at kamelerne først blev tæmmet som lastdyr omkring 1000 år f.Kr. Hvis udvandringen havde fundet sted på det tidspunkt, giver det ikke mening, da Kanaan, landet israelitterne vandrede til, var en del af Egypten på den tid.

## Udvandringen
Udvandringen er den begivenhed, som beskrives i det meste af Anden Mosebog. Det er ikke kun en udvandring, men også en befrielse. Gud havde lavet en pagt med Abraham, som er stamfader til jødedommen, islam og kristendommen. Han var den første, der dyrkede monoteisme. Hvis Abraham og hans efterkommere overholdt pagten, lovede Jahve (gud), at de ville få Kana’ans land. Abrahams efterkommer Moses var den mand, som ved hjælp af Gud, befriede jøderne. Dagen for udvandringen danner basis for den jødiske fejring af pesach.
Ifølge Bibelen var Josefs 11 brødre misundelige på Josef, så de smed ham i en brønd. En egyptisk karavane kom forbi, og Josef råbte om hjælp, og de tog ham med til Egypten. Josef bliver en klog mand i Egypten, hvor han bl.a. bliver drømmetyder. Farao får en drøm, som Josef tyder. Drømmen er en advarsel om at Egypten vil få syv gode år og syv dårlige år. Fordi Josef tydede drømmen, belønnes han. Josefs brødre, som lever i Kanaan bliver nødt til at flytte til Egypten pga. hungersnøden. De er bange for, at Josef bærer nag og vil hævne sig, men han tager imod dem med åbne arme og tilgiver dem. Josef og hans 11 brødre blev stamfædre for alle de Israels stammer.
I landet voksede stammen i de næste 400 år til en hel befolkning, israelitterne. Da folket blev en trussel for Farao, blev der indført restriktioner for den israelitiske befolkning. De blev tvunget til slavearbejde, og især forarbejdning af mursten var slidsomt. Farao gav også en ordre: alle israelitternes førstefødte skulle henrettes. I 30 år blev den israelitiske befolkning under disse forhold. Moses, som var israelit af fødsel, men voksede op som prinsessens plejesøn, blev som voksen hidsig på en egypter og slog ham ihjel. Han blev set og måtte flygte i eksil, hvor han modtog Guds kald ved den brændende tornebusk. Gud fortalte Moses, at han skal befri israelitterne fra slaveriet i Egypten.
Moses vender tilbage til Egypten for at overtale Farao til at løslade dem, men Farao nægter. Gud taler til Moses og fortæller ham, at han vil sende 10 plager over Egypten. Først efter den 10. plage flygter Moses og den israelitiske befolkning. Farao ombestemte sig og sendte en stor flok soldater efter israelitterne. Folket blev fanget mellem soldaterne og Sivhavet, hvor Moses gjorde et under og delte vandene og reddede folket fra soldaterne. Straks israelitterne var kommet over vandet, fulgte soldaterne efter og blev fanget i vandmasserne. Efter udgangen, vandrede folket i ørkenen i 40 år, fordi det havde været utro mod Herren, og derfor måtte ingen af dem der udvandrede fra Egypten komme med til Israel. Grunden til, at de vandrede i 40 år, er, at den generation, som ikke overholdt pagten, var død.
Da denne historie udelukkende er baseret på Det Gamle Testamente, sættes der spørgsmålstegn ved dens korrekthed. I dag har flere forskere undersøgt mytens historie og om den er sand eller ej. Arkæologen Israel Finkelstein og teologen Niels Peter Lemche er forskere, som mener at historien eller myten er uhistorisk. Grunden er, at der ikke findes kilder, som kan bekræfte exodusmyten. Finkelstein har undersøgt de steder, det menes at israelitterne vandrede. Han fandt ingen spor, som kunne bevise historien. Desuden er der også set på andre historiske kilder, og Det Gamle Testamente er den eneste kilde, som omtaler en befolkning, som har været fanget i Egypten og derefter flygtet.